# Gamla och Nya Rörstrandskvarnen

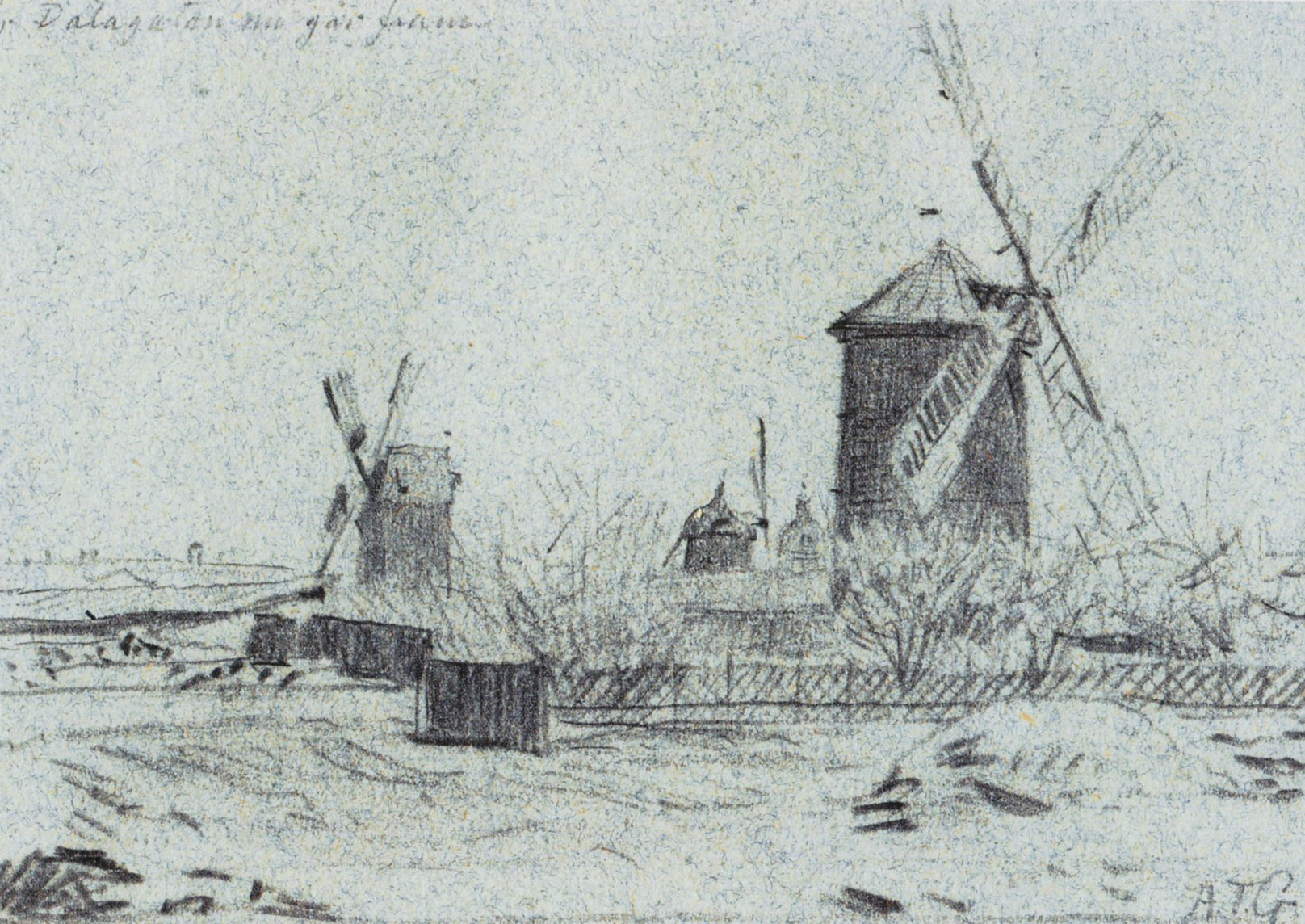
Gamla Rörstrandskvarnen även Lilla Tissan (t.v.) och Nya Rörstrandskvarnen även Stora Tissan (t.h.). I bakgrunden syns Barnhuskvarnen, kolteckning av A.T. Gellerstedt 1885.

Gamla och Nya Rörstrandskvarnen (även Lilla och Stora Tissan eller Lilla och Stora Bondekvarnen) var två  väderkvarnar i nuvarande Vasastaden i Stockholm. Kvarnarna stod i stadens kanske mest kvarntäta område i trakterna sydväst om Observatoriekullen. I närheten fanns Stora Stampan och Lilla Stampan, Stora Adam och Lilla Eva, Spelbomskan samt Barnhuskvarnarna. 
Gamla Rörstrandskvarnen revs 1887 och Nya Rörstrandskvarnen demonterades och flyttades samma år till Rolsta gård i Märsta, där den blev känd som Rolsta kvarn. Den brann ner i början av 1960-talet.

## Gamla Rörstrandskvarnen (Lilla Tissan)
Gamla Rörstrandskvarnen är känd sedan februari 1658, då en protokollsanteckning dokumenterar att byggnadskollegiet beviljade Erich Andersson ”en väderkvarnsplats uti västra delen vid Rörstrandsmuren”, d.v.s. utanför muren som inhägnade Rörstrands ägor (nuvarande Dalagatan vid Sabbatsbergs sjukhus). Kvarnen kallades till en början Rörstrandskvarnen eller Lilla Tissan (även Lilla Tisan). Var namnet kom ifrån är okänd. Det var en stolpkvarn, som innebär att hela kvarnhuset kunde vridas i rätt vindriktning. När Rörstrandskvarnen på 1750-talet fick sällskap av en ny, modernare kvarn byttes dess namn till Gamla Rörstrandskvarnen. I samband med gaturegleringarna för nya Vasastan revs kvarnen 1887. På kvarnens plats, i kvarteret Facklan, uppfördes sedermera bostadshus.
Det finns även ett arvskifte upptecknat den 21 juli 1619 där en väderkvarn omnämns efter salig Gunhild Pedersdotter Melchior Volgers hustru, ägare till Rörstrands gård och Tegelbruk. Om det är den gamla kvarnen eller än ännu äldre är oklart 

## Nya Rörstrandskvarnen (Stora Tissan)

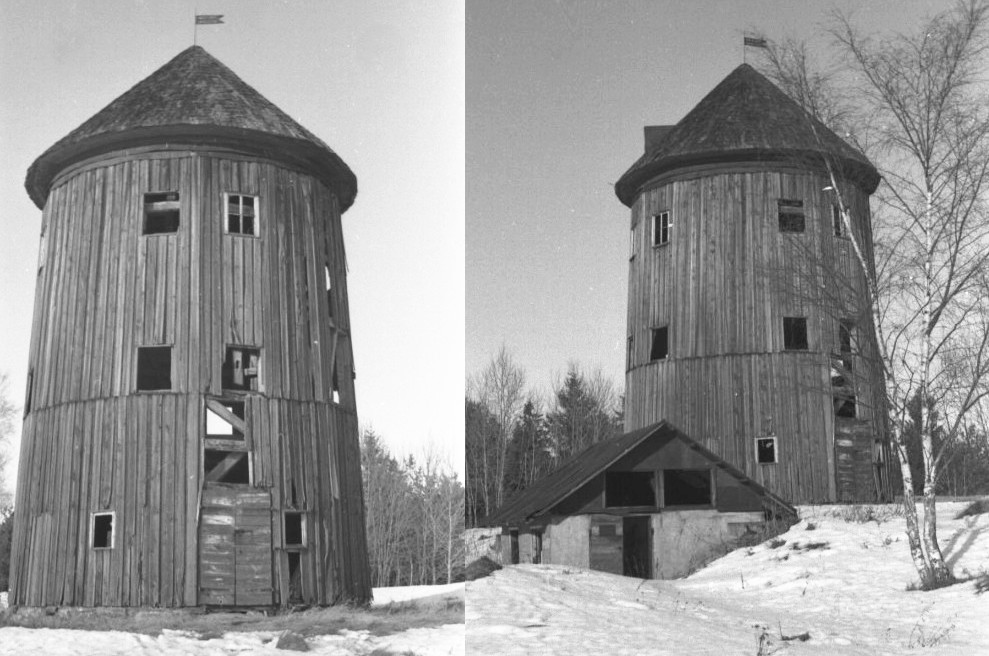
"Rolsta kvarn" på 1960-talet.

På 1750-talet uppfördes strax väster om Rörstrandskvarnen en ny, modern väderkvarn av holländaretyp. Det var en konstruktion som kom från Holland och innebar att istället för hela kvarnbyggnaden vreds enbart kvarnhuven med sina vingar i rätt vindriktning. Kvarnbyggnaden hade cylindrisk form och en konisk topp. På taket satt en vindflöjel med inskription "1667 1858 1887 CFD". Båda kvarnarna avbildades 1885 av konstnären Albert Theodor Gellerstedt, två år innan de försvann. 
Nya Rörstrandskvarnen flyttades på sommaren 1887 till Rolsta gård i Märsta där den först drevs av vindkraft men senare ombyggdes för elektrisk drift och fick namnet Rolsta kvarn. Att det verkligen rörde sig Nya Rörstrandskvarnen kunde bekräftas av den person som på sommaren 1887 förde kvarnens hjärtstock med häst och vagn på landsvägen till Märsta. Övriga delar transporterades på järnväg dit. Vid återuppbyggnaden i Rolsta fick kvarnen ny brädbeklädnad och nya fönster.
På 1920-talets mitt tappade kvarnen sina vingar och början på 1960-talet brann kvarnen ner. På kvarnens ursprungliga plats, i kvarteret Blosset, hörnet Dalagatan/Rådmansgatan byggdes sedermera Adolf Fredriks skola (invigd 1910) efter ritningar av arkitekt Georg A. Nilsson.